# Championnat de France de baseball Division 2
Le Championnat de France de baseball de Division 2 est créé en 2013. Il rassemble six équipes et constitue le 2e niveau du baseball français. Le championnat se dispute selon un calendrier estival, du printemps à l'automne. 
La compétition se déroule en deux phases : la saison régulière où tous les clubs s'affrontent, et la phase de séries éliminatoires avec demi-finales et finale au meilleur des cinq matches.

## Palmarès
Le championnat est créé en 2013.
| Année        |                                                | Champion                               | Vice-champion                      | Score |
| ------------ | ---------------------------------------------- | -------------------------------------- | ---------------------------------- | ----- |
| 2013 Détails | French Cubs de Chartres Chartres, Eure-et-Loir | Panthères de Pessac Pessac, Gironde    | 3 - 0                              |       |
| 2014 Détails | Équipe fédérale                                |                                        |                                    |       |
| 2015 Détails | Équipe fédérale                                | Arvernes de Clermont-Ferrand           | 3 - 1                              |       |
| 2016 Détails | Cougars de Montigny-le-Bretonneux              | Duffyducks de Saint-Just-Saint-Rambert | 3 - 2                              |       |
| 2017 Détails | Boucaniers de La Rochelle                      | Jimmer's de Saint-Lô                   | 3 - 1                              |       |
| 2018 Détails | Stade toulousain baseball                      | Arvernes de Clermont-Ferrand           | 3 - 0                              |       |
| 2019 Détails | Templiers de Sénart (réserve)                  | Blue Jays de Saint-Aubin de Médoc      | 3 - 2                              |       |
| 2020         | Non disputé (pandémie de Covid-19)             | Non disputé (pandémie de Covid-19)     | Non disputé (pandémie de Covid-19) |       |
| 2021         | Pirates de Béziers                             | Tigers de Thiais                       | 2 - 0                              |       |
| 2022         | Arvernes de Clermont-Ferrand                   | Vipères de Valenciennes                | 2 - 1                              |       |

## Bilan par club
| Club | Titre(s) | Premier(s) - Dernier(s) | Finale(s) perdue(s) | Première(s) - Dernière(s) | Division actuelle |
| ---- | -------- | ----------------------- | ------------------- | ------------------------- | ----------------- |